# ملكة جمال الأرض 2018
ملكة جمال الأرض 2018، هي مسابقة ملكة جمال الأرض الثامنة عشرة في تاريخ مسابقة ملكة جمال الأرض منذ انطلاقتها عام 2001، التي تحمل شعار «آلهة الأرض» ، والتي عقدت في 3 نوفمبر 2018 في مول آسيا في باساي، مترو مانيلا، الفلبين. توجت كارين إباسكو من الفلبين نغوين فونغ خان من فيتنام كخليفة لها في نهاية الحدث. هذه هي المرة الأولى التي تفوز فيها فيتنام بمسابقة ملكة جمال الأرض، وهي واحدة من مسابقة ملكة الجمال الأربعة الكبرى.

## النتائج

### المراكز النهائية
| النتائج النهائية                  | المتنافسة |
| --------------------------------- | --- |
| ملكة جمال الأرض 2018              | - فيتنام - نغوين فونغ خان |
| ملكة جمال الهواء (الوصيفة الأولى) | - النمسا - ميلاني مادير |
| ملكة جمال الماء (الوصيفة الثانية) | - كولومبيا - فاليريا ايوس |
| ملكة جمال النار (الوصيفة الثالثة) | - المكسيك - ميليسا فلوريس (§) |
| أفضل 8                            | - إيطاليا - صوفيا بافان - الفلبين - سيليست كورتيسي - البرتغال - تلما ماديرا - فنزويلا - ديانا سيلفا                                                      |
| أفضل 12                           | - تشيلي - أنتونيا فيغيروا - هولندا - مارغريتا دي يونج - سلوفينيا - دانييلا برجان - جنوب أفريقيا - مارجو فارجو                                            |
| أفضل 18                           | - البرازيل - سايونارا فيراس - غانا - بلفي نا - اليابان - ميو تاناكا - الجبل الأسود - كاتارينا سيكوفيتش - نيبال - بريا سيدجيل (§) - رومانيا - دينيس أندور |

## الروابط الخارجية
- موقع ملكة جمال الأرض الرسمي
- مؤسسة ملكة جمال الأرض
- مؤسسة ملكة جمال الأرض أطفال أحب كوكبي